# Regent-ház
A Regent-ház Budapest II. kerületében, a Rózsadomb alján emelt egykori lakóépület neve. A főváros ostroma idején felrobbant ház alatt polgári lakosok százai vesztették életüket.

## Története

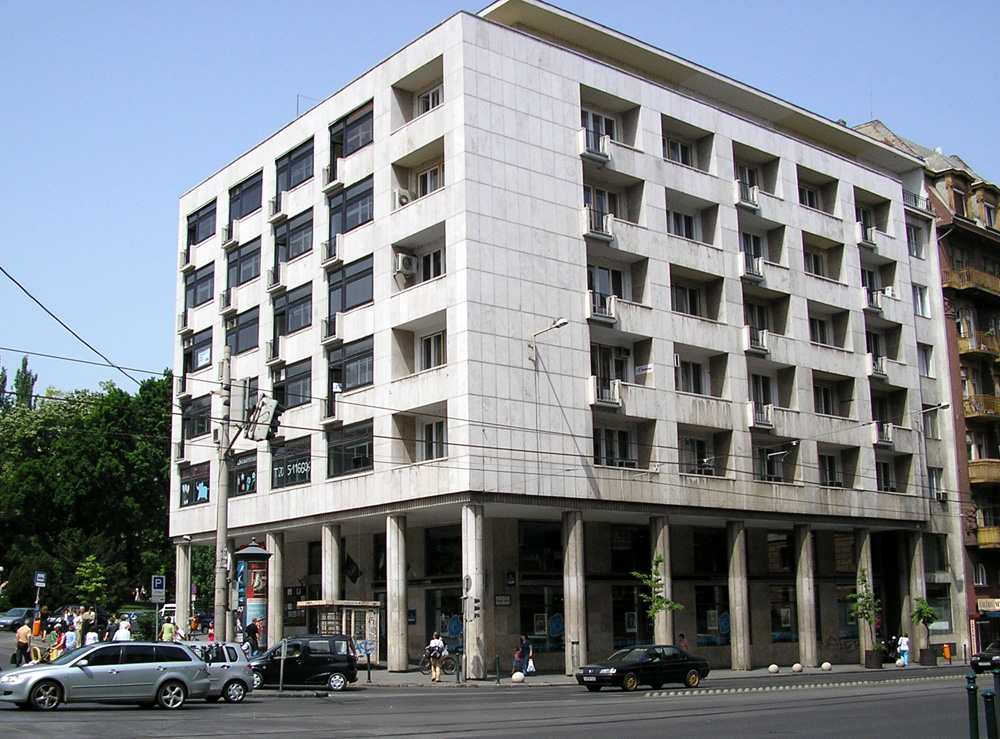
Az egykori Regent-ház helyén álló épület (2007)

A Regent-ház helyén, a Keleti Károly utca és a Margit körút sarkán eredetileg kis ház állt, melyet egy német kisiparos épített, aki itt lakott és dolgozott is egyben. Örökösei eladták a szerény épületet, az új tulajdonos szűknek találta, ő is túladott rajta, a fővárosé lett. Vágó Rezső szén- és fakereskedő 1933 őszén 120 ezer pengőért megvásárolta a telket a fővárostól. Az volt az elképzelése, hogy igazi mesepalotát épít itt, a luxuslakásokban csupa gazdag ember lakik majd, és gyerekei is ezt öröklik meg.
A Fenyvesi és Fried Építésziroda tervei gyorsan elkészültek. 1935 márciusában megkezdődött a földmunka. A kubikosok 4 méter mély pincét ástak, ez is növelte a lakások értékét. Év végére az épület elkészült: ablakai a Margit-körútra, a Keleti Károly utcára és a Statisztika-kertre nyíltak. Homlokzatát fehér műkőlapokkal borították, az emeletekre üveghengerben futó lift vitt fel. Akkoriban ez volt a magyar főváros egyik legszebb bérpalotája. Több üzlethelyisége volt: a Pesti Magyar Kereskedelmi Bank fiókintézetet létesített itt, volt egy Meinl kávékimérés és egy szép virágüzlet is. A többi helyiséget az előkelő közönség fogadására berendezett Regent Kávéház foglalta el. Innen kapta nevét a Regent-ház. Itt lakni társadalmi rangot jelentett. Az utcáról semmi sem látszott a ház pincéjéből, légaknák biztosították a szellőzést.
A bombázások és Budapest ostroma idején a lakók a pincébe hordták legszükségesebb bútordarabjaikat és aránylag biztonságban éltek. A Széna téri német parancsnokság is felfigyelt a ragyogó épületre. Ámde az SS-tiszteket nem a pincében folyó élet, hanem a földszinti hely befogadóképessége érdekelte. A kávéház konyháját, bárját, a bankot és az üzleteket is lefoglalták. Titokban sok tonna tüzérségi lövedéket, kézigránátot, aknát és páncélöklöt tároltak ott. 1945. január 21-éről 22-re virradó éjszakán minden felrobbant. A ház összeomlott, a hatalmas tömeg rázuhant a pincére és mindenkit maga alá temetett. Senki nem élte túl a katasztrófát. Az áldozatok között volt Vágó Dezső szobrászművész is. Soha nem derült fény arra, mitől robbant fel a robbanóanyag.

## A háború után
Jóval a háború után, 1948 nyarán (egy korabeli tudósítás szerint már 1947 tavaszán) elkezdődött a romok eltakarítása. A sajtóban hírek jelentek meg arról, hogy a romok alatt kincs rejtőzik. Budapesten kisebbfajta aranyláz tört ki. A munkára ügyelő rendőrök és katonák alig győzték hazaküldeni azokat az ásóval, csákánnyal, bányászlámpával érkező csoportokat, melyek elhatározták, hogy megszerzik az aranyat. Zugügyvédek érkeztek a helyszínre, külföldi leveleket, megbízásokat mutogattak. Ügyfelük állítólag azt kívánta tőlük, hogy szerezzék vissza a "kommunistáktól" a pincében tárolt értékeket. Amikor a romokat elszállították, az egyik leszakadt erkély alól egy épen maradt ébresztőóra került elő. Mutatói éjfél után hét perccel álltak meg.
Az ostrom idején a szemközti épületet, az ún. Szomjas-házat (Keleti K. u. 2.) találat érte, azt is le kellett bontani. A két üres telekre egy évtizeddel később Dúl Dezső építész tervei alapján egy-egy lakóházat emeltek, melyek 1959 végére készültek el. A Regent-ház helyén álló hétemeletes, megépítésekor szintén modernnek számító épület árkádjai alatt 30 éven át az Európa Étterem és –Eszpresszó működött. 1990 után a zenés-táncos szórakozóhely bezárt, helyét egy bankfiók foglalta el.
A Regent-ház békés polgári áldozatainak számát 250–300 főre becsülték, és csak néhányuk neve ismert: köztük volt többek között Fáykiss Ferenc orvos (az első magyar érsebész), Fest Sándor tudós, Vágó Dezső szobrász. Az azonosítatlan áldozatok maradványait a Farkasréti temető 19/1-es parcellájában, közös sírba temették, síremléküket 1948-ban állították fel.